# 土屋興直
土屋 興直（つちや もろなお、享保10年（1725年） - 寛政6年5月6日（1794年6月3日）は、江戸時代中期の旗本。土屋亮直の長男。通称は内記、惣蔵。兄弟に渡辺貞綱室、易直、良直、松平昌豊、京極高伴室、有馬純務室。子に雄直、娘（松平忠幸室）、道直、知直、娘（山岡景柄室）。

## 生涯
寛保3年（1743年）、8代将軍徳川吉宗に拝謁する。翌延享元年（1744年）11月20日、父から家督を譲られ、宝暦元年（1751年）に1月より本所の火事場見廻り（本所深川火事場見廻役）を務め、宝暦8年（1758年）1月に使番、12月に布衣着用を許される。明和4年（1767年）4月25日、病気と称してしばしば出仕を怠り、当直を同僚に代わらせるといった勤務怠慢により使番の務をはく奪されて出仕停止となり、8月27日に許された。安永9年（1780年）12月19日に隠居、子の雄直に家督を譲って宗閑と号した。寛政6年（1794年）5月6日に死去。享年70。